# Chiesa di Santa Barbara (Livorno)
La chiesa di Santa Barbara di Livorno si trovava nei pressi di piazza Guerrazzi, lungo la via Grande.
Primo duomo della città, fu costruita sul finire del XVI secolo nell'area in cui sorgeva la chiesa medioevale di Santa Giulia.
Progettata come cappella nel 1581, e poi edificata come chiesa nel 1603, apparteneva all'Arciconfraternita della Misericordia di Livorno, che, dopo la seconda guerra mondiale, si trasferì nell'ex chiesa anglicana di via Verdi. Inizialmente l'arciconfraternita ebbe in uso una cappella nei pressi del Duomo, per passare nella chiesa di Santa Barbara nel 1780, quando l'acquista dalla soppressa Compagnia dei Bombardieri.

## La prima chiesa della Misericordia
Ferdinando I de' Medici donò alla nuova confraternita della Misericordia un terreno nella via San Francesco, adiacente al Duomo per la costruzione di una chiesa e di una propria sede. Progettata da Alessandro Pieroni fu aperta al culto il 6 gennaio 1597 e terminata nel 1601, dedicandola ai santi Francesco, Giovanni, Tobia, Sebastiano.
Popolarmente conosciuta come chiesa della Fontanella, per una pubblica fonte che si trovava di fronte con un quadro della Madonna (Madonna della Fontanella), aveva accesso da un ampio atrio che si apriva sulla pubblica strada e dove si posizionava sulla destra, chiusa da una cancellata, la cappella dell'Immacolata Concezione.
La chiesa vera e propria era costituita da un vasto locale rettangolare ove sul lato destro si apriva una chiostra su cui si affacciava la cappella del "Crocifisso dei Giustiziati". Sul retro della chiesa si trovava la cappella dedicata a San Giuseppe e l'attivo spedale dello Spirito Santo per il clero ed i pellegrini, con ingresso anche dalla via del Tempio (1610). La facciata della chiesa era adornata dallo stemma marmoreo della confraternita e dall'iscrizione "Ad honorem fraternitatis Misericordiae Seraphici S. Francisci".
Il soffitto fu adornato e dorato da Francesco Fusioni da Norcia e terminato nel 1622 con intagli di Vincenzo Ricordati. Al centro vi era posto un quadro della decollazione di San Giovanni Battista, opera del Lattanzio.
Ai lati interni dell'ingresso erano poste le tele di San Francesco e San Tobia mentre sopra l'architrave era collocata una tela di Cristo.
Il piccolo campanile aveva tre campane inaugurate nel 1613.
Dopo essere stata ceduta alla Compagnia dei bombardieri, la chiesa e la sede furono chiuse e soppresse nel 1785.

## La chiesa di Santa Barbara

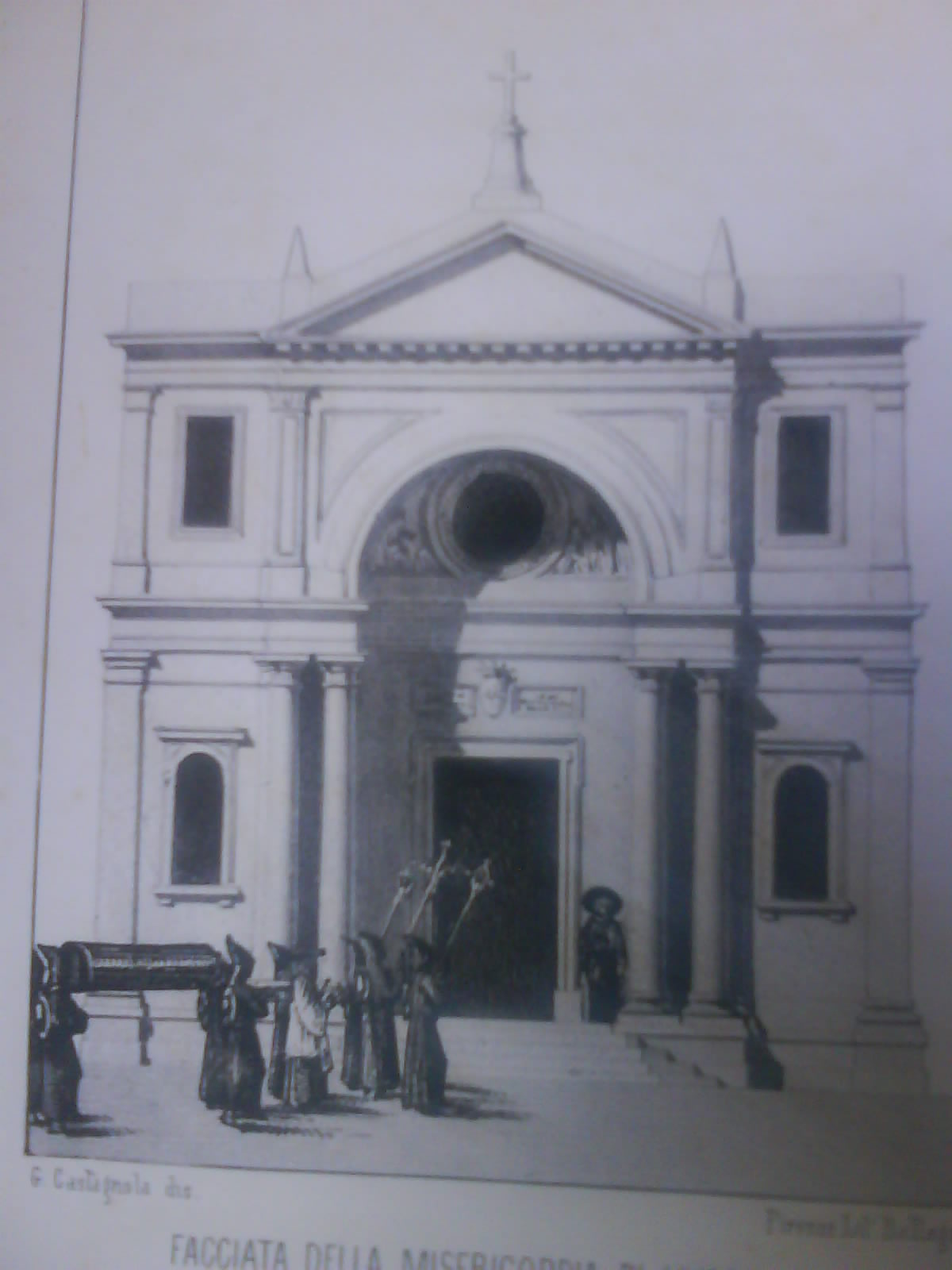
Facciata della chiesa di Santa Barbara

La facciata, rifatta nel 1871 su disegno di Arturo Conti, era schermata mediante un arco sorretto da colonne binate, secondo uno schema riconducibile al prospetto rinascimentale di Sant'Andrea a Mantova. Salita una breve scalinata, si accedeva ad un atrio, dove a destra si apriva la Cappella della Madonna della Fontanella (dipinto della scuola di Cosimo Rosselli), a pianta regolare (2,50 x 3,80 m), aperta nel 1632 ed originariamente intitolata a San Rocco. Sulla sinistra dell'entrata vi era la Cappella del Gesù Crocifisso, con un dipinto ad olio del Passignano donato da Bernardetto Borromei verso il 1610, quando era governatore della confraternita e primo Gonfaloniere della città di Livorno, e restaurato dal Vivoli, provveditore della Misericordia, nel 1833. Sotto il suo altare era posta l'urna in vetro e legno intagliato e dorato, contenente le reliquie di Santa Vittoria martire. Nel 1853 vi venne collocata la tavola raffigurante San Giovanni Decollato d'ispirazione caravaggesca, dipinta e donata dallo stesso Tommaso Gazzarrini all'Arciconfraternita.
Di fronte all'entrata si apriva la Cappella di San Giuseppe, chiusa con una cancellata artistica (1705) e dedicata al SS. Crocifisso e San Tobia, ove vi veniva custodito il Crocifisso dei Giustiziati con il quale si accompagnavano i condannati al patibolo fino al 9 aprile 1854, data dell'ultima esecuzione a Livorno. Queste cappelle che complessivamente misuravano metri 15,10 x 5,75 x 10,50 di altezza, precedevano l'ingresso al tempio vero e proprio, che fu restaurato più volte nel corso dei secoli. Questo era stato ricostruito sull'antica pieve medievale di Santa Giulia.
Vi si accedeva da uno stretto ingresso che conduceva nella chiesa vera e propria, costituita da un locale rettangolare di 22,45 metri di lunghezza per circa 7,05 di larghezza e alto 7,65 metri per raggiungere l'altezza massima di metri 11,80.
La chiesa non era in linea con l'asse viario cittadino, ricalcando nelle fondazioni dell'edificio medievale la rete viaria antica.
Affrescata dai fratelli Ghirlanda, la chiesa subì una profonda ristrutturazione dopo il violento terremoto del 1846.
Sull'altare maggiore, decorato da due eleganti colonne di ordine corinzio con il fusto in marmo rosso, era posto il dipinto della Mater Misericordiae del Passignano.
Ai lati dell'altare, sopra le due porte laterali, vi erano a destra e a sinistra i dipinti ad olio di Giovanni Bottari, raffiguranti rispettivamente una Decollazione di San Giovanni Battista e San Tobia che seppellisce un defunto (attualmente nella chiesa del Cimitero della Misericordia).
Il soffitto era stato affrescato da Alessandro Gherardini.
Dal retro della chiesa si accedeva alla sagrestia, al chiostro dove si ergeva il campanile, e ai vari locali per le attività dell'associazione.
Danneggiata durante la seconda guerra mondiale, la chiesa fu demolita in seguito alla ricostruzione per far posto ai nuovi portici della strada: oggi una lapide a terra ricorda l'edificio scomparso.